# 貝克岩
74°14′S 164°45′E / 74.233°S 164.750°E
貝克岩（英語：Baker Rocks）是南極洲的岩石，位於維多利亞地的博克格雷溫克海岸，處於伍德灣以西4公里和墨爾本山以北13公里，美國地質調查局根據測量和美國海軍拍攝的空中照片繪入地圖，現時由南極條約體系管理。